# Carl von Hattenbach
Carl von Hattenbach (* 26. September 1671 auf Schloss Rodenberg in Rodenberg; † 17. April 1739 in Ziegenhain) war ein hessischer Adliger und Offizier, illegitimer Spross des hessischen Landgrafengeschlechts, der in der hessen-kasselschen Armee zum Generalleutnant und zum Kommandanten von Kassel und zuletzt zum Gouverneur von Ziegenhain aufstieg.

## Herkunft
Carls Vater war Ernst von Hattenbach (1617–1694), geboren als Ernst Reinhard, außerehelicher Sohn des Landgrafensohns Otto von Hessen-Kassel (1594 – 1617). Ernst erhielt 1654 von seinem Vetter, Landgraf Wilhelm VI., den seit Erlöschen der Herren von Hattenbach im Mannesstamm im Jahre 1626 vakanten Adelstitel und hieß seitdem Ernst von Hattenbach (oder auch Ernst Reinhard von Hattenbach). 1664 ernannte ihn Landgraf Wilhelms Witwe, die für ihren minderjährigen Sohn Karl vormundschaftlich regierende Hedwig Sophie, zum Hessen-Kasseler Drost bzw. Amtmann zu Rodenberg in der Grafschaft Schaumburg, und dieses Amt hatte er bis zu seinem Tod im Jahre 1694 inne. Gleichzeitig erhielt er das Lehen von Burg und Dorf Hattenbach nebst erheblichem Zubehör an Gütern in und um Frielingen. Im Juli 1669 heiratete er Anna Katharina von Hake, und aus dieser Ehe stammten die Tochter Charlotte Sophie (* 26. Juni 1670 in Rodenberg; † 1737), die den dänischen Geheimrat Friedrich von Gram (1664–1741) heiratete, und der Sohn Carl.

## Ehe und Nachkommen
Carl heiratete, wohl 1708, Katharina Wilhelmina von Hoff, Tochter des landgräflich hessen-kasselschen Oberhofmarschalls, Hofmeisters und Geheimen Rats Wilhelm von Hoff, Erbherr zu Rommershausen und Waltersbrück; damit kam der seit 1649 im Besitz der Familie von Hoff befindliche Junkernhof in Gemünden (Wohra) an ihn.
Der Ehe entstammten folgende namentlich bekannte Kinder:
- Wilhelm (1709–1714),
- Wilhelm Balthasar (1710–mindestens 1764),
- Ernst Ludwig (1711–1778),
- Johann Moritz (1713–1786),[4]
- Charlotte Sophia (1715–1764), heiratete Johann Friedrich von Wangenheim († 1759), hessen-kasselscher Offizier,[5]
- Wilhelmina Dorothea (1719–1779), heiratete Georg von Schwertzell zu Willingshausen, Hofgerichtsrat zu Marburg.[6]

## Leben
Zu Carls Jugend ist praktisch nichts bekannt. Er hielt sich im Jahre 1697 in Paris auf, wohl auf einer Kavalierstour. 1698 ist er als Hofjunker und Kapitän bei der Leibgarde zu Fuß bekundet, und am 1. Juli 1698 wurde er von Landgraf Karl zum Oberbaudirektor und Inspektor des Bauwesens ernannt, mit der Oberaufsicht über das Militär- und Zivilbauwesen in der Landgrafschaft. Im Jahre 1703 war er Major. In der Schlacht am Speyerbach am 15. November 1703 wurde er, laut Carl Knetsch, schwer verwundet und gefangen genommen; noch bis mindestens zum 27. August 1704 war er in französischer Gefangenschaft in Paris. Dennoch wurde er am 10. Dezember 1703 zum Obristleutnant befördert und von der Garde zu Fuß zur Artillerie der hessen-kasselschen Armee versetzt. In den Jahren 1705 und 1706 wird er als Kammerjunker, Obristleutnant und Oberbaudirektor bezeichnet, von 1706 bis 1709 als Obrist und Kammerjunker. Ab 27. Dezember 1709 diente er wieder bei der Leibgarde zu Fuß, wo er das 1. Bataillon des Leibgarde-Regiments befehligte. Im August 1714 wurde er Brigadier, war 1716 weiterhin Oberbaudirektor, und im Dezember 1718 wurde er Generalmajor. 1722 wurde er Kommandant von Kassel und im August 1727 Generalleutnant bei der Infanterie, blieb aber weiterhin auch Obrist der Leibgarde zu Fuß sowie Oberbaudirektor. Im Mai 1729 wurde er Gouverneur der Wasserfestung und Grafschaft Ziegenhain. Diese Stellung hatte er bis zu seinem Tod 1739 inne, aufgrund von dauerhafter Erkrankung jedoch ab 1731, als er mit einer Pension in den Ruhestand versetzt wurde, nur noch nominell.
Das von seinem Vater erbaute Schloss Hattenbach ließ er in den Jahren 1713–1715 erweitern und dabei auch eine Orangerie anbauen.